# Anna Sulima
Anna Sulima-Jagiełowicz (ur. 22 kwietnia 1969 w Barlinku) – polska pięcioboistka nowoczesna, indywidualna mistrzyni świata (1998), brązowa medalistka mistrzostw Europy. Była wielokrotną medalistką mistrzostw świata i Europy drużynowo oraz w sztafecie. W 1991 zwyciężyła w klasyfikacji generalnej Pucharu Świata.

## Mistrzostwa świata
| Mistrzostwa świata   | Miejsce         | Rok  | Konkurencja   | Rezultat   |
| -------------------- | --------------- | ---- | ------------- | ---------- |
| Warszawa 1988        | Warszawa        | 1988 | drużynowo     | 1. miejsce |
| Wiener Neustadt 1989 | Wiener Neustadt | 1989 | drużynowo     | 1. miejsce |
| Linköping 1990       | Linköping       | 1990 | drużynowo     | 1. miejsce |
| Sydney 1991          | Sydney          | 1991 | drużynowo     | 1. miejsce |
| Sydney 1991          | Sydney          | 1991 | sztafeta      | 1. miejsce |
| Budapeszt 1992       | Budapeszt       | 1992 | drużynowo     | 1. miejsce |
| Sheffield 1994       | Sheffield       | 1994 | sztafeta      | 1. miejsce |
| Sheffield 1994       | Sheffield       | 1994 | drużynowo     | 2. miejsce |
| Bazylea 1995         | Bazylea         | 1995 | drużynowo     | 1. miejsce |
| Siena 1996           | Siena           | 1996 | drużynowo     | 3. miejsce |
| Moskwa 1997          | Moskwa          | 1997 | sztafeta      | 2. miejsce |
| Meksyk 1998          | Meksyk          | 1998 | indywidualnie | 1. miejsce |
| Meksyk 1998          | Meksyk          | 1998 | drużynowo     | 1. miejsce |
| Meksyk 1998          | Meksyk          | 1998 | sztafeta      | 1. miejsce |
| Pesaro 2000          | Pesaro          | 2000 | drużynowo     | 1. miejsce |

## Mistrzostwa Europy
| Mistrzostwa Europy | Miejsce | Rok  | Konkurencja   | Rezultat   |
| ------------------ | ------- | ---- | ------------- | ---------- |
| Sofia 1991         | Sofia   | 1991 | indywidualnie | 3. miejsce |